# Helicarion porrectus
Helicarion porrectus är en snäckart som beskrevs av Tom Iredale 1941. Helicarion porrectus ingår i släktet Helicarion och familjen Helicarionidae. IUCN kategoriserar arten globalt som sårbar. Inga underarter finns listade i Catalogue of Life.

## Bildgalleri

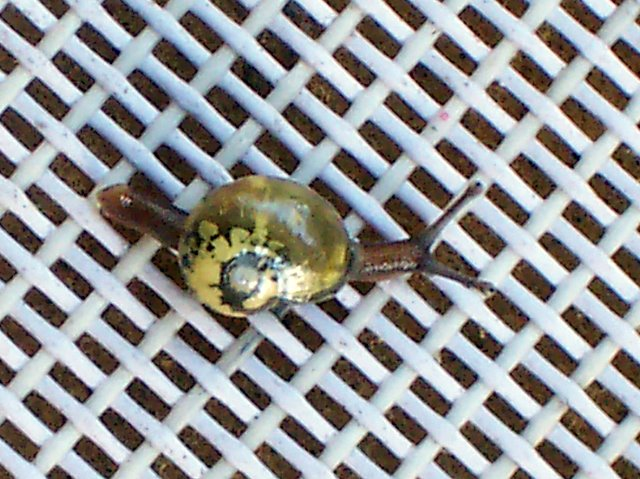
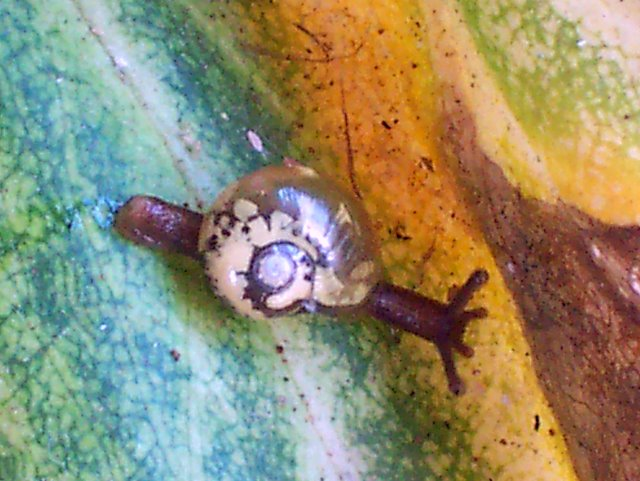
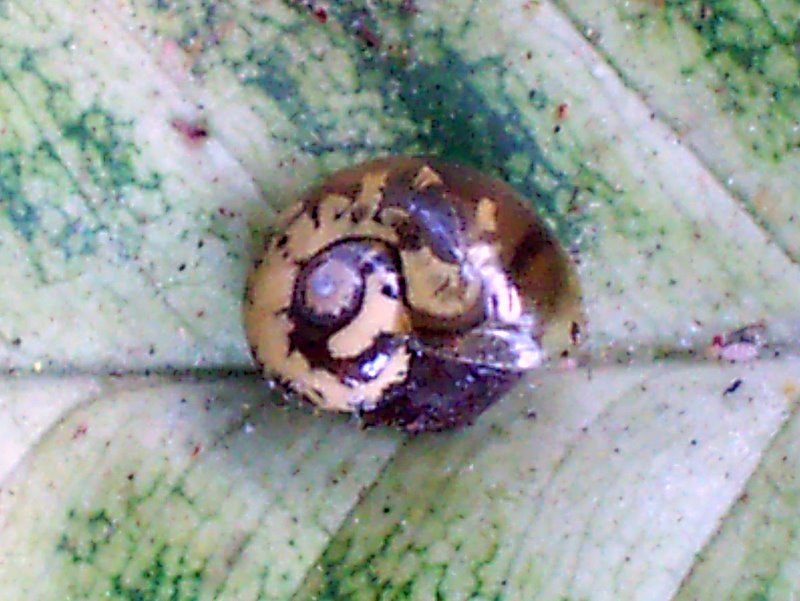